# Tipula (Triplicitipula) umbrosa
Tipula (Triplicitipula) umbrosa is een tweevleugelige uit de familie langpootmuggen (Tipulidae). De soort komt voor in het Nearctisch gebied.